# Exogone heboides
Exogone heboides är en ringmaskart som beskrevs av Ben-Eliahu 1977. Exogone heboides ingår i släktet Exogone och familjen Syllidae. Inga underarter finns listade i Catalogue of Life.